# 学術・文化・産業ネットワーク多摩
公益社団法人学術・文化・産業ネットワーク多摩（がくじゅつぶんかさんぎょうネットワークたま）は、多摩地域の大学が中心となって地域の発展、教育の改善・発展や社会貢献を行う公益法人。産学官連携機構。略称はネットワーク多摩。2024年11月に解散した。

## 概要
多摩地域の大学が中心となって地域の発展、教育の改善・発展や社会貢献を行う目的で結成された。大学、行政、企業等の団体と連携して、教育、調査、研究開発、情報提供、交流等を通して地域の活性化を図るコンソーシアム組織である。学生ボランティア、大学間単位互換、ご当地検定、キャリア支援、生涯学習講座等を行っている。

## 事務局所在地
東京都日野市程久保2-1-1 明星大学20号館6階

## 沿革
- 2002年 任意団体「学術・文化・産業ネットワーク多摩」を設立
- 2004年 事務局を明星大学内に移転
- 2005年 社団法人 学術・文化・産業ネットワーク多摩を設立。活動拠点にAGORA立川を開設
- 2012年 公益社団法人になる。
- 2024年 法人解散。

### 年表
- 2000年 - 「大学サミット多摩2000 - 大学の挑戦 - 多摩の未来を創る!」開催
- 2002年 - 「学生教育ボランティア」スタート
- 2003年 - 「朝日新聞提携講座」スタート,「TAMACUP」（フットサル大会）スタート
- 2004年 - 小学生のための「環境教育」を昭和記念公園で実施,「学生が創る中小企業ホームページグランプリ多摩」スタート，文部科学省委託による「女性のキャリア形成支援事業」スタート,「全国大学コンソーシアム協議会」の設置を呼び掛け、設立
- 2005年 - 生涯学習推進研究大会，「NHK提携講座」スタート, 第１回多摩地域大学理事長・学長会議開催
- 2006年 - 経済産業省「課題解決型授業における社会人基礎力の育成・評価に関する調査―既卒者育成型―」受託，第二新卒就職支援セミナー開催
- 2007年 - 日本経済新聞・昭和記念公園提携 連続公開講座「花と緑と知のミュージアム」スタート, 文部科学省「再チャレンジのための学習支援システムの構築事業」受託，「読売新聞提携講座」スタート
- 2008年 - 大学間連携による単位互換制度開始，文部科学省「免許状更新講習プログラム開発委託事業」受託，「知のミュージアム - 多摩・武蔵野検定」スタート,統一テーマを「自然と環境に優しい国際学園都市圏多摩の構築」に決定
- 2009年 - 福生市より「商店街振興基本調査」を受託，「NPO・企業オムニバス講座」スタート
- 2010年 - 「学生ボランティアシンポジウム」開催，「合同企業面接会」スタート
- 2013年 - 多摩地域大学理事長・学長会議を改め、一般に参加を広く開放する「多摩未来創造フォーラム」スタート（11月10日、於中央大学）

## 会員

### 大学会員
- 亜細亜大学
- 亜細亜大学短期大学部
- 桜美林大学
- 大妻女子大学
- 嘉悦大学
- 嘉悦大学短期大学部
- 恵泉女学園大学
- 工学院大学
- 実践女子大学
- 実践女子大学短期大学部
- 東京都立大学
- 白梅学園大学
- 白梅学園短期大学
- 白百合女子大学
- 成蹊大学
- 創価大学
- 創価女子短期大学
- 拓殖大学
- 多摩大学
- 玉川大学
- 多摩美術大学
- 中央大学
- 帝京大学
- 帝京大学短期大学
- デジタルハリウッド大学
- 電気通信大学
- 東京家政学院大学
- 東京経済大学
- 東京工科大学
- 東京工業高等専門学校
- 日本社会事業大学
- 日本獣医生命科学大学
- 法政大学
- 明星大学
- 山野美容芸術短期大学
- 和光大学

### 行政会員
- 昭島市
- 国立市
- 小金井市
- 国分寺市
- 立川市
- 多摩市
- 八王子市
- 日野市
- 福生市
- 町田市

### 企業・機関会員
- 青梅信用金庫
- HRソリューションズ
- エンツリー
- 学生情報センター
- 環境総合研究会
- キリンビバレッジ
- 京王電鉄
- 公園緑地管理財団昭和管理センター
- シー・エス・イー
- JFE環境
- ジャパンビバレッジホールディングス
- セルフ・リライアンス・パートナーズ
- 大学セミナーハウス
- 多摩信用金庫
- 多摩都市モノレール
- 多摩ニュータウン学会
- チーム・エムツー
- 東京コカ・コーラボトリング
- 東京市町村自治調査会
- 東京都中小企業振興公社
- 都市再生機構東日本支社
- ナジック・アイ・サポート
- 日本ケナフ開発機構
- 日本たばこ産業立川支店
- 日本電気西東京支社
- パルテノン研究会
- 日野自動車
- ベネッセコーポレーション
- 読売新聞東京本社
- ラティオインターナショナル

### 個人会員
- 2名